# Елань (Чунский район)
Елань — посёлок в Чунском районе Иркутской области России. Входит в состав Таргизского муниципального образования. Находится примерно в 74 км к югу от районного центра.

## Население
По данным Всероссийской переписи, в 2010 году в посёлке проживало 60 человек (27 мужчин и 33 женщины).